# Ampelum
Ampelum a fost o localitate antică, așezată pe valea râului Ampoi, pe teritoriul coloniei Ulpia Traiana Sarmizegetusa, pe locul unde se află în prezent orașul Zlatna. 
Se crede că toponimul s-a stabilit odată cu venirea romanilor, având ca etimon cunvântul grecesc ampelos, care înseamnă vie sau podgorie. Cercetările arată că la Zlatna nu ar fi existat o așezare dacică anterioară, fapt ce exclude existența unui toponim dacic.  Prima atestare documentară sub denumirea de Ampelum datează din anul 158 d. Hr., pe vremea împăratului roman Antoninus Pius. 
Localitatea a fost centrul administrativ pentru zona minieră din Munții Apuseni, găzduind un procurator aurarium și alți funcționari aflați în serviciul acestuia.  Astfel, a fost documentată prezența unui anume M. Ulpio Ermia, libert al lui Traian, care a îndeplinit funcția de procurator aurarum.  Un procurator aurarium avea în subordinea sa numeroși funcționari, tabulori și ajutoarele lor aditores tabula, care țineau evidența exploatărilor și arhiva, ei fiind liberți ai casei imperiale sau sclavi imperiali. Cei mai numeroși proprietari de sclavi din Ampelum au fost leguli, adică mici arendași de puțuri și galerii de mine aurifere. Acești leguli se constituiau în asociații cu caracter profesional, denumite colegium aurorum. Colegiile lucrătorilor dalmați erau conduse de princeps care, datorită poziției lor, obțineau cu ușurință cetățenia romană. 
În timpul lui Septimius Severus, Ampelum a devenit un oraș în toată puterea cuvântului, foarte activ din punct de vedere edilitar.  Nu se știe dacă a devenit și municipium, pentru că inscripțiile descoperite până în prezent îl menționează numai ca ordo Ampelensium. 
Există date că în localitate era staționat un detașament al Legiunii a XIII-a Gemina  și un numerus Maurorum Hispanorum în paza căruia intra întreg ținutul montan aurifer.
Așezarea romană cu statut urban a fost aproape integral distrusă după 1985, o dată cu construirea combinatului de metale neferoase.  Teritoriul pe care se afla Ampelum a fost excavat, înainte de a veni comisia Consiliului Culturii și Educației Socialiste să investigheze cererea de a se schimba amplasamentul unei uzine chimice, la Zlatna, pentru a nu se distruge, necercetat, un oraș roman. 